# Karl Gößwald
 Karl Gößwald (* 26. Januar 1907 in Würzburg; † 2. April 1996 ebenda) war ein deutscher Zoologe und Hochschullehrer. Internationale Bekanntheit erlangte der Entomologe vor allem mit seinen Untersuchungen über Ameisen. Er propagierte den Einsatz von Waldameisen, um mit ihnen auf biologisch-ökologischem Wege die Widerstandskraft von Waldbiozönosen gegenüber forstschädlichen Insekten zu erhöhen. Gößwald gründete das Institut für Angewandte Zoologie der Julius-Maximilians-Universität Würzburg und gab die Fachzeitschrift Waldhygiene heraus.

## Leben und Wirken
Geboren und aufgewachsen in Würzburg studierte Karl Gößwald dort Naturwissenschaften und nebenbei Medizin, spezialisierte sich dann jedoch auf die Zoologie. Im Jahr 1931 wurde er aufgrund einer von der Philosophischen Fakultät der Universität Würzburg mit dem vollen Universitätspreis ausgezeichneten Arbeit über die Ameisenfauna des mittleren Maingebietes zum Dr. phil. promoviert. Damit hatte sich der junge Zoologe als erstrangiger Myrmekologe und Entomologe ausgewiesen. Die in seiner Arbeit vorgenommene ökologisch orientierte Bearbeitung einer Tiergruppe gilt noch heute als richtungsweisend und sollte auch bestimmend für die spätere umfassende Bearbeitung der Gattung Formica durch Gößwald und seine Schule sein. Nach seiner Promotion ging Gößwald 1932 als Stipendiat zu dem Forstzoologen Karl Escherich nach München und kam bei dem Nestor der angewandten Entomologie in Deutschland mit den Themen Wald und Waldschutz in Kontakt, was für seine weitere wissenschaftliche Entwicklung von ausschlaggebender Bedeutung war.
Nach einer kurzen Zeit an der Staatlichen Lehr- und Versuchsanstalt für Obst- und Weinbau in Neustadt an der Weinstraße trat Gößwald 1935 in die Biologische Reichsanstalt für Land- und Forstwirtschaft in Berlin-Dahlem ein. Im Laboratorium von Albrecht Hase (1882–1962) liefen Untersuchungen zur Entwicklung von Mottenschutzverfahren, zur Materialprüfung auf Termitenfestigkeit, zur gezielten Bekämpfung schädlicher Ameisen mit Fraßgiftködern, zum Einsatz insektenpathogener Pilze der Gattung Beauveria, vor allem Forschungsreihen zu hügelbauenden Waldameisen der Gattung Formica. 1941 erhielt Gößwald dort die Leitung einer eigens für seinen Arbeitsbereich eingerichteten Dienststelle für Termiten- und Ameisenforschung. 1942 wechselte er zur Preußischen Versuchsanstalt für Waldwirtschaft nach Eberswalde, wo er 1944 zum Abteilungsleiter ernannt wurde. Da die Versuchsanstalt auch mit den bayerischen Forstbehörden zusammenarbeitete und in Würzburg eine Außenstelle begründet hatte, kehrte Gößwald nach dem Zweiten Weltkrieg an die Universität Würzburg zurück, habilitierte sich dort 1947 für das Fach Zoologie und gründete das Institut für Angewandte Zoologie, dessen Vorstandschaft ihm 1950 übertragen wurde. An der Naturwissenschaftlichen Fakultät hatte er zudem die Professur für angewandte Zoologie inne, zunächst ab dem 1. März< 1948 als planmäßiger außerordentlicher Professor für Zoologie (er wohnte damals in Kleinrinderfeld) am Zoologischen Institut (damals am Röntgenring 10) und ab 1966 als ordentlicher Professor.
Gößwald richtete seine eigene Forschungsarbeit und die seines Institutes vorrangig auf die Waldameisen aus, was bahnbrechende Erkenntnisse zu Systematik, Verhalten und Ökologie dieser Insekten erbrachte. Die Ausbildung an seinem Institut vermittelte seinen Mitarbeitern und Studenten eine ausgewogene Kenntnis der Freilandbiologie sowie moderner Labormethoden. Gößwald wurde damit einer der Begründer einer modernen angewandt-zoologischen, vor allem angewandt-entomologischen Richtung innerhalb der Naturwissenschaften. Zahlreiche andere Forscher und Institute im In- und Ausland folgten alsbald der vorgegebenen Richtung. Denn Gößwald war nicht nur Mitglied in der Deutschen Gesellschaft für allgemeine und angewandte Entomologie (DGaaE), sondern förderte auch sehr die internationale Zusammenarbeit bei der Erforschung der sozialen Insekten. Er gehörte zu den Mitbegründern der Internationalen Union zum Studium der Sozialen Insekten (IUSSI), stand deren deutschsprachiger Sektion seit ihrer Gründung vor, bis er im Jahr 1965 zum Präsidenten der IUSSI gewählt wurde. Die engen und mannigfaltigen wissenschaftlichen Verflechtungen seiner Arbeitsgruppe mit Forschern im In- und Ausland ließen ein Umfeld entstehen, aus dem eine Reihe von Industriebiologen in leitender Stellung sowie zahlreiche Hochschullehrer hervorgegangen sind.
Doch Gößwald wirkte auch sehr stark auf die Praxis. Der vielfach ausgezeichnete Wissenschaftler brachte die Bedeutung der Roten Waldameise für das Waldökosystem und ihren Schutz dabei nicht nur Forstleuten nahe, sondern mit populärwissenschaftlichen Darstellungen wie den Kosmos-Bändchen Unsere Ameisen (1954/55), als Beiheft des Instituts für Film und Bild in Wissenschaft und Unterricht (1954) und mit Merkblättern auch breiten Kreisen der Bevölkerung bekannt, was schließlich eine regelrechte Ameisenschutzbewegung auslöste.

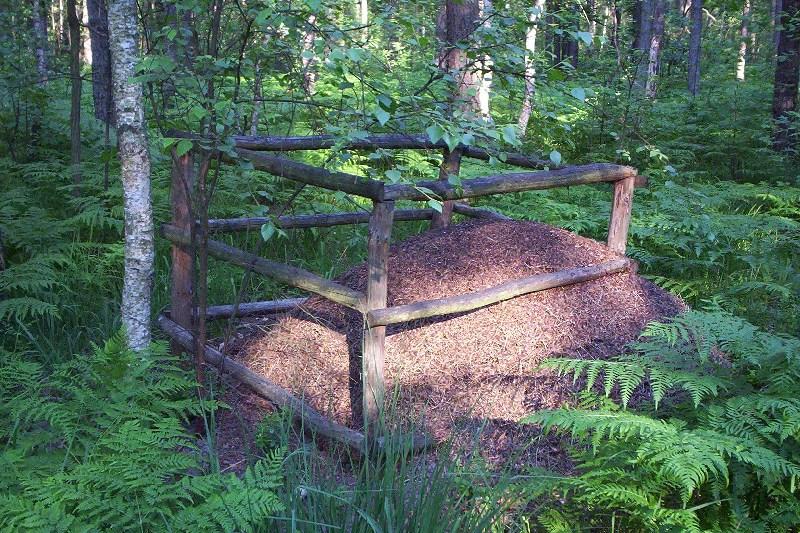
Gößwalds Arbeiten haben wesentlich zum Schutz der Waldameisen beigetragen.

Unterstützung erfuhr dies durch die von Gößwald an der Universität Würzburg gegründete und geleitete „Ameisenschutzwarte Würzburg“ – die erste ihrer Art in der Welt –, wo unter anderem mit dem Ziel der Wiedereinbürgerung der Roten Waldameise in großem Stil Königinnen gezüchtet wurden. Daneben erarbeitete sie praktische Maßnahmen zum Schutz, zur Vermehrung und zur Neuansiedelung von Waldameisen. Zur Förderung dieser Aktivitäten riefen Ameisenschützer 1975 den eingetragenen Verein „Ameisenschutzwarte Würzburg e. V.“ ins Leben. Gößwald wurde zum ersten Vorsitzenden gewählt. Aus diesem Trägerverein sind in der Folge weitere Ameisenschutzwarten in den Bundesländern hervorgegangen. In mehreren Teilschritten kam es zur Gründung der Deutschen Ameisenschutzwarte (DASW) als Dachverband für eine Reihe gleichnamiger Landesverbände. Neben Forstleuten, Landwirten und Imkern begeisterten sich zahlreiche Laien, darunter auch viele junge Menschen, von der Idee eines biologisch-ökologischen Waldschutzes mit seinen konkreten praktischen Umsetzungsmöglichkeiten. Auch der weltweit betriebene Einsatz von Waldameisen im Zuge des Forstschutzes geht im Wesentlichen auf Gößwald zurück. 1982 erarbeitete Gößwald zudem eine erste „Rote Liste“ der Formiciden für Bayern.
Gößwald vertrat stets eine ganzheitliche Sicht des Ökosystems Wald, was zu einer allgemeinen „Waldhygiene“ führte. Bereits während des Zweiten Weltkrieges waren zu deren Förderung eine Arbeitsgemeinschaft und ein Nachrichtenblatt entstanden. Gößwald griff diese Bestrebungen wieder auf und gründete  1954 die vierteljährlich erscheinende Zeitschrift Waldhygiene, die er auch herausgab. Die Fachzeitschrift erlangte vor allem für die Forstwirtschaft große Bedeutung. Nicht zuletzt durch Gößwald erfolgte eine allmähliche Abkehr von der bis dahin vorherrschenden reinen Bekämpfung schädlicher Forstinsekten. Er definierte Waldhygiene als Zusammenspiel aller natürlichen Einzelfaktoren, die zusammen erst die Erhaltung eines gesunden Waldes garantieren. Daher gilt der medizinische Grundsatz „Vorbeugen ist besser als Heilen“ auch für das Ökosystem Wald. Gößwald nahm somit im Sinne der Organismusidee Alfred Möllers Stellung und lieferte damit auch zu forstlich-philosophischen Fragestellungen bemerkenswerte Beiträge.  In insgesamt mehreren hundert wissenschaftlichen Veröffentlichungen hat Gößwald zahlreiche forstzoologische, vor allem entomologische und waldhygienische Fragen geklärt. Mit seinen Erkenntnissen wirkte er auch auf Forstentomologen wie Gustav Wellenstein, Erwin Schimitschek, Fritz Schwerdtfeger oder Wolfgang Schwenke.
Im Ruhestand fasste Gößwald seine in jahrzehntelanger Arbeit gewonnenen Erkenntnisse in Organisation und Leben der Ameisen (1985) sowie in dem zweibändigen Standardwerk Die Waldameise (1989/90) zusammen, das als sein Hauptwerk gelten kann.
Für seine wissenschaftlichen Leistungen ist Gößwald mehrfach geehrt worden, darunter mit der Verleihung des Bundesverdienstkreuzes 1. Klasse.
Seit 1927 war Gößwald engagiertes Mitglied der katholischen Studentenverbindung K.D.St.V. Gothia-Würzburg im CV.
Karl Gößwald starb am 2. April 1996 in Würzburg. Seine gesamten Forschungs- und Arbeitsunterlagen sowie Gerätschaften der ehemaligen „Ameisenschutzwarte Würzburg“ hatte er bereits 1990 der Ameisenschutzwarte Bayern überlassen. Der „Ameisenschutzverein Hirschberg e. V.“ baute mit diesen Materialien das Bayerische Informationszentrum für Ameisenkunde „Prof. Dr. Karl Gößwald“ in Nabburg auf.

## Schriften (Auswahl)
- Ökologische Studien über die Ameisenfauna des mittleren Maingebietes, Dissertation 1931, gedruckt 1932
- Die rote Waldameise im Dienste der Waldhygiene. Forstwirtschaftliche Bedeutung, Nutzung, Lebensweise, Zucht, Vermehrung und Schutz, Lüneburg 1951
- Unsere Ameisen, 2 Bände, Stuttgart 1954/55
- Waldameisenversuchsgebiete des Landes Nordrhein-Westfalen. Teil 1: Kleve und Bielefeld (Minden), Würzburg 1973
- Organisation und Leben der Ameisen, Stuttgart 1985, ISBN 3-8047-0691-6
- Die Waldameise
  - Band 1: Biologische Grundlagen, Ökologie und Verhalten, Wiesbaden 1989, ISBN 3-89104-475-5
  - Band 2: Die Waldameise im Ökosystem Wald, ihr Nutzen und ihre Hege, Wiesbaden 1990, ISBN 3-89104-476-3